# 威廉·普奈尔
威廉·雷诺兹·普奈尔（英語：William Reynolds Purnell，1886年9月6日—1955年3月3日）是美國海軍少将，曾在一战和二战期间服役。他1908年自美国海军学院毕业，在一战中指挥过若干驱逐舰。他因指挥林森号驱逐舰率领船队规避德军潜艇而获得海軍十字勳章。
1941年9月，普奈尔升职为少将。二战期间、太平洋战争伊始，他出任亚太舰队的参谋长。后来他担任海军作战部长助理，和新武器装备联合委员会（Joint Committee on New Weapons and Equipment）海军代表。1942年9月，他出任军事政策委员会的海军代表，负责监督曼哈顿计划，并与海军方面协调原子弹工程。1945年，普奈尔以军事政策委员会代表成员的身份赴天宁岛，组织了原子彈轰炸廣島與長崎的准备工作。他于1946年退休，1955年死亡。